# Bataille d'Embabo

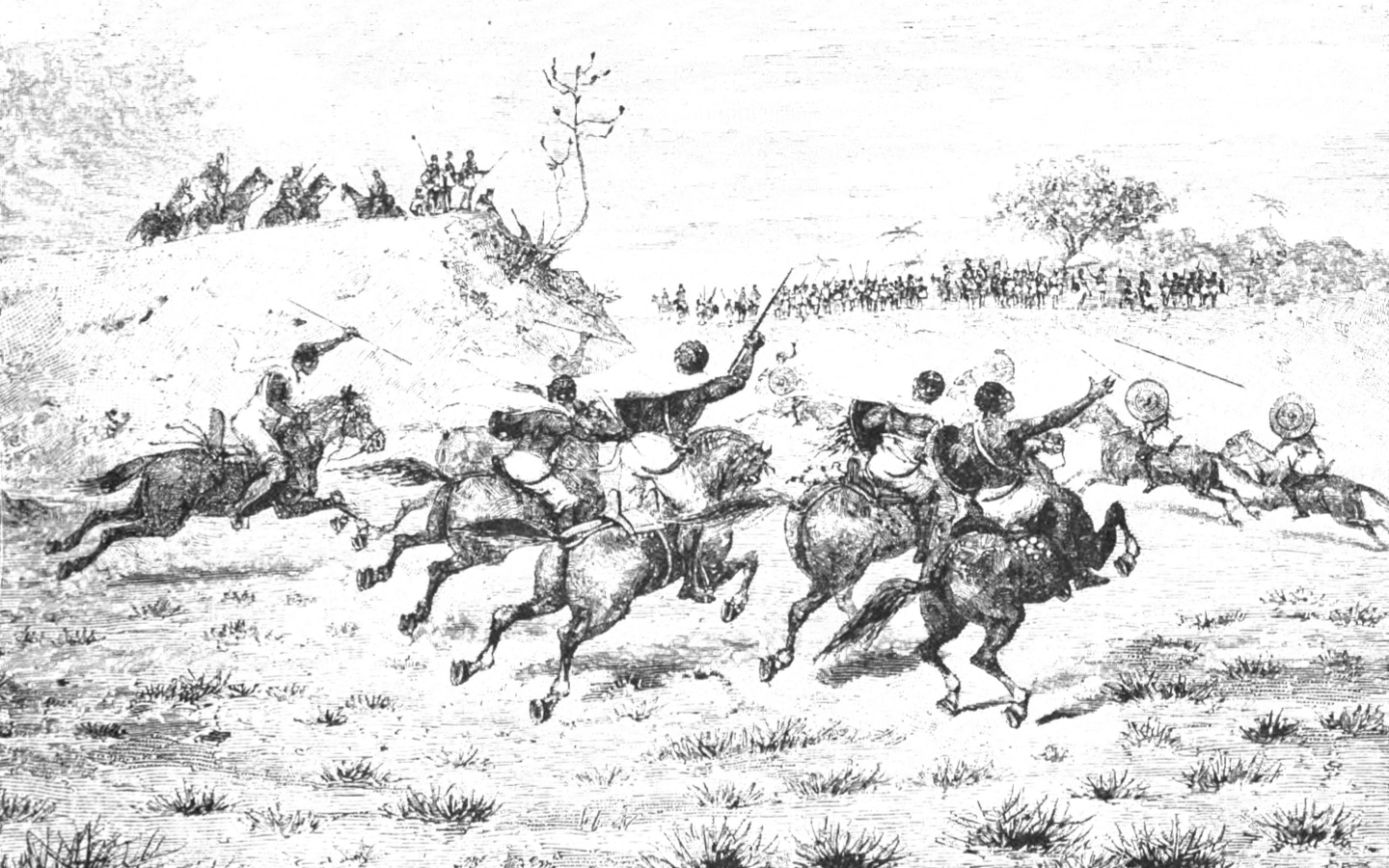
Cavalerie éthiopienne en train de charger.

La bataille d'Embabo se déroule le 6 ou 7 juin 1882, à Embabo ; elle oppose les forces du Godjam de Tekle Haymanot Tessemma à l'armée de Menelik qui sort victorieuse de l'affrontement. Selon l'historien Donald Donham, elle est, avec les batailles de Chelenqo et Adoua, un des trois affrontements ayant mené à la suprématie du Choa sur le reste de l'Empire éthiopien.